# Бенджамин Лафайет Сиско
Капитан Бенджамин Лафайет Сиско (англ. Benjamin Lafayette Sisko) — персонаж научно-фантастического телевизионного сериала «Звёздный путь: Глубокий космос 9».
Сиско — командующий станцией «Дальний Космос Девять» и капитан двух звездолетов «Дефайнт».

## Молодость и начало карьеры
Бенджамин Лафайет Сиско родился в 2332 году в Новом Орлеане в семье владельца ресторана Джозефа Сиско и его жены Сары, которая была направлена Баджорскими Пророками к Сиско, чтобы родить от него ребёнка. Она покинула семью через два дня после рождения Бенджамина, а через несколько лет погибла при несчастном случае.
У Бенджамина были как минимум одна сестра и два брата.
В 2350 Сиско поступил в Академию Звёздного флота. Во время обучения он проходил практику на «Звёздной Базе 137».
Вскоре после окончания Академии Сиско встретил свою будущую жену, Дженнифер (впоследствии у них родился ребёнок — Джейк Сиско).
Во время службы на звездолете «Ливингстон» Сиско подружился с триллом Кёрзоном Даксом. Это объясняет его отношение к Джадзии Дакс и Эзри Дакс, с которыми он служил в дальнейшем.
Во время службы на USS «Окинава», Сиско получил звание лейтенант-коммандера и должность старшего помощника. Это произошло во многом благодаря капитану Лейтону, который увидел потенциал в молодом офицере.
В дальнейшем Бенджамин получил должность первого офицера на USS «Саратога». В начале 2367 года этот звездолет участвовал в сражении с Борг в системе Волк 359. Во время этой битвы Бенджамин оказался в числе 11000 пострадавших от действий дрона, созданного из ассимилированного Борг капитана Жана-Люка Пикара.
После этого боя Сиско был назначен на верфи Звёздного флота на Марсе. Там он контролировал строительство звездолетов, в том числе и USS «Defiant».

## Глубокий Космос Девять
В 2369 году Сиско был назначен командующим на космическую станцию «Глубокий Космос Девять» (англ. Deep Space Nine) в Баджорском секторе для помощи в восстановлении Баджора после кардассианской оккупации.
Бенджамин не был в восторге от нового назначения. По его мнению, ветхая станция была не самым лучшим местом для воспитания сына. Кроме того, Сиско испытывал дискомфорт от присутствия на станции Жана-Люка Пикара в первые дни.
Во время первого визита на находящуюся вблизи от станции планету Баджор Кай Опака (англ. Kai, баджорский религиозный лидер) признает в Сиско «Эмиссара Пророков» и дает ему одну из «Слез Пророков» (англ. Tears of the Prophets)
Изучая «Слезу пророков», Джадзия Дакс обнаруживает аномалии в ближайшем от станции «Поясе Денориоса» (англ. Denorios Belt). Исследуя космические аномалии за 10 000 лет произошедшие в поясе Денориоса, Сиско и Дакс обнаруживают первую устойчивую червоточину, являющуюся коридором в Гамма-квадрант, а также неизвестных существ, живущих внутри неё. Религиозные баджорцы считают эту аномалию «Небесным Храмом», а существ — Пророками. Открытие червоточины ведёт к возможности торговых отношений с удаленной частью галактики и для контроля над этим «Глубокий Космос Девять» перемещается непосредственно к аномалии. Станция становится центром научной, коммерческой и политической деятельности. Кроме того, баджорцы признают в Сиско «Эмиссара Пророков» (что подтверждается впоследствии: когда Сиско направляет USS «Defiant» на самоубийственную встречу с Доминионом, в ситуацию вмешиваются Пророки, останавливая вражеские войска).